# کرافت‌ورک
کرافت‌ورک (به آلمانی: Kraftwerk) (به معنای نیروگاه) یکی از تأثیرگذارترین گروه‌های موسیقی الکترونیک است؛ که در شهر دوسلدورف آلمان فعالیت می‌کند. این گروه در سال ۱۹۷۰ به‌وسیلهٔ رالف هوتر و فلورین اشنایدر شکل گرفت. موسیقی کرافتورک تلفیقی از ریتمهای جلو رونده و تکرارشونده و ملودی‌های جذاب و گیراست و از هارمونیِ موسیقی کلاسیک غربی پیروی می‌کند. آلبوم‌های اتوبان (۱۹۷۴) و قطار سریع‌السیر اروپا (۱۹۷۷) از آثارِ شاخص این گروه به‌شمار می‌روند. اعضای کنونی این گروه موسیقی، رالف هوتر، فریتز هیلپرت، هنینگ اشمیتز و استفان پفافه هستند.

## تأثیر بر سایر موسیقی‌دانان

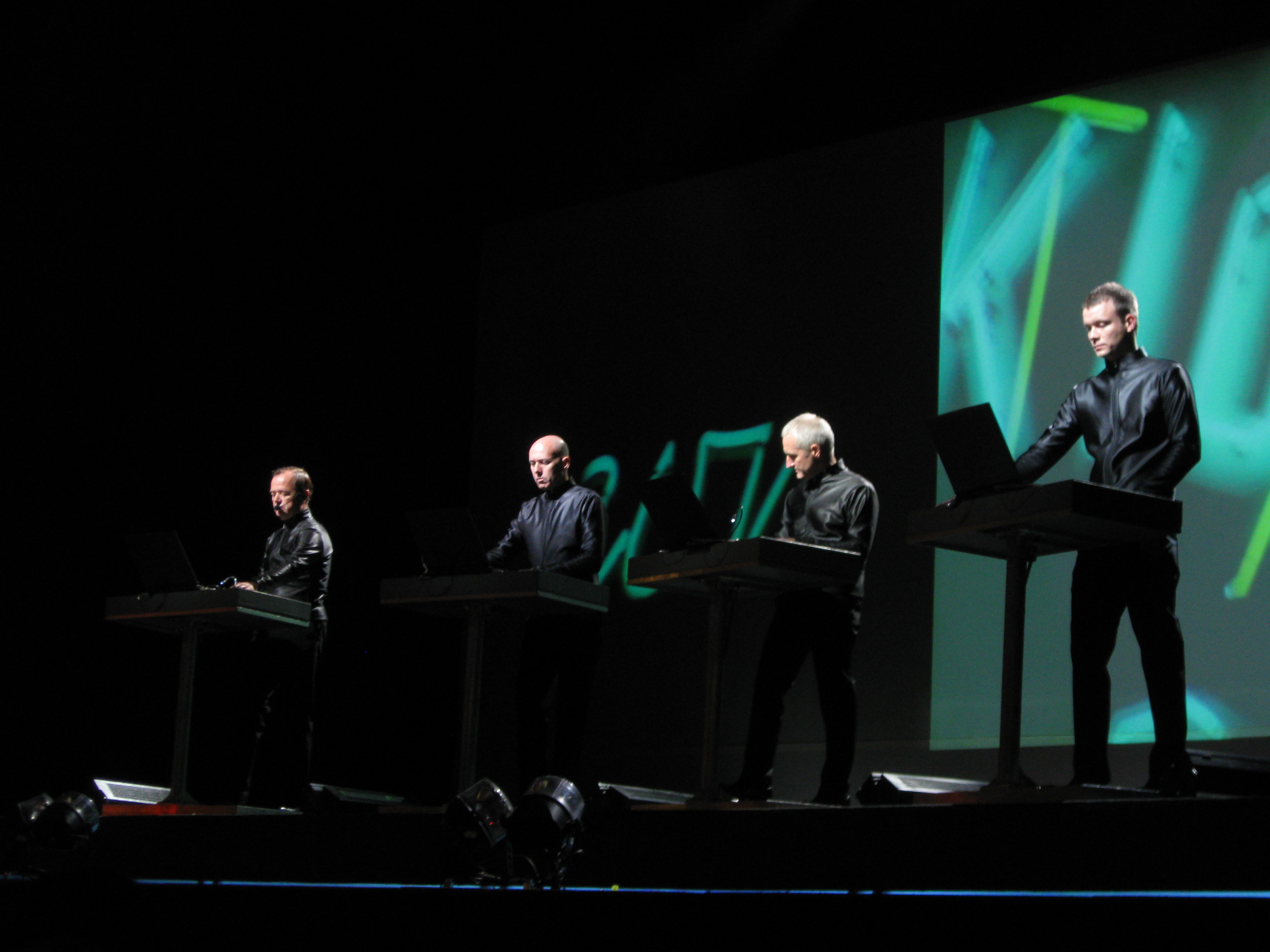
اجرای کرافت‌ورک در کیف، ۲۰۰۸

موسیقی کرافت ورک به‌طور مستقیم بر هنرمندان [عامه‌پسند] بسیاری در طیف گسترده‌ای از سبک‌های موسیقی مختلف و هنرمندان موفّق موسیقی الکترونیک تأثیر گذاشته است. گری نومن، اولتراوکس، جان فاکس، Orchestral Manoeuvres in the Dark، هیومن لیگ، دپش مد، ویسیج، و سافت سل تنها شمار اندکی از هنرمندان عرصهٔ موسیقی الکترونیک هستند که از موسیقی کرافتورک تأثیر گرفته‌اند. کرافتورک علاوه بر موسیقی الکترونیک بر اشکال دیگری از موسیقی مانند هیپ هاپ، هاوس، و درام‌اندبیس تأثیر گذاشته است. آن‌ها همچنین بنیان‌گذاران سبک الکترو هستند. امّا شاید از همه مهم‌تر این باشد که آهنگ پلنت راک اثر افریکا بمباتا که یکی از نخستین آهنگ‌های پرطرفدار هیپ‌هاپ/الکترو است، دو آهنگ اعداد و قطار سریع‌السیر اروپا اثر کرافتورک را در دل خود جای داده است. تکنو به وسیلهٔ سه موسیقی‌دان اهل دیترویت (جوان اتکینز، کوین ساندرسون، و دریک می) به وجود آمد که ملودی‌های تکرارشوندهٔ کرافتورک را با ریتم‌های فانک مخلوط کردند.